# 1990年ディナモ・ザグレブ対レッドスター・ベオグラード戦での暴動

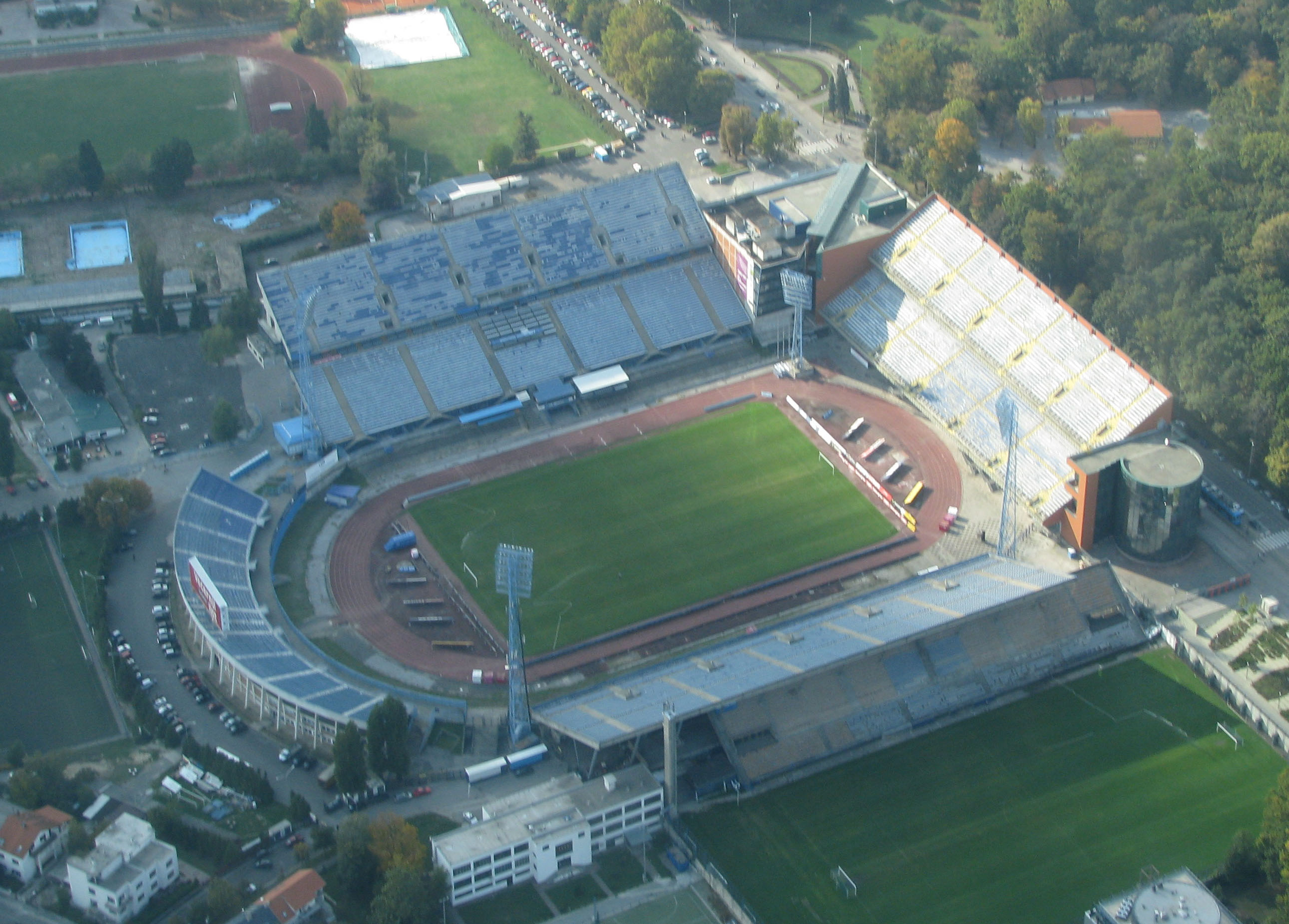
2008年のスタディオン・マクシミール。右側ゴール裏が北側スタンド。

1990年ディナモ・ザグレブ対レッドスター・ベオグラード戦での暴動では、1990年5月13日にクロアチア・ザグレブ、スタディオン・マクシミールで開催されたサッカーの試合、ディナモ・ザグレブとレッドスター・ベオグラードの対戦中に起こった観衆同士、及び警察隊との衝突を扱う。

## 背景
1989年に起こった東欧革命の流れを受け、ユーゴスラビアでも1990年春に連邦を構成する各共和国で戦後初の自由選挙が行われた。1990年4月30日から5月7日にかけて選挙が行われたクロアチアでは、フラニョ・トゥジマン率いる民族主義政党・クロアチア民主同盟が勝利した。一方、ユーゴスラビアでの中央政府の役割を担っていたセルビアではセルビア民族主義を掲げるスロボダン・ミロシェヴィッチが権力を握り、中央集権化を主張していた
。
この日ザグレブで対戦したディナモ・ザグレブ対レッドスター・ベオグラードは、それぞれユーゴスラビアリーグの上位を争うクロアチアとセルビアを代表するクラブであり、ディナモにはバッド・ブルー・ボーイズ（hr:Bad Blue Boys、以降BBB）、レッドスターにはデリイェ・セヴェル（sr:Делије север、以降デリイェ）という熱狂的なサポーター集団が存在した。
1989-90シーズンはレッドスターがリーグ首位を走り、ディナモが2位で続いた。1週前の8日には同じくクロアチアのハイドゥク・スプリトがユーゴスラビアカップ決勝でレッドスターを破り優勝していた。この試合以前にレッドスターの優勝は決定していたが、直前に前述の選挙や、「純粋な愛国主義者」を自称するクロアチア人でディナモの主力選手ズボニミール・ボバンがユーゴスラビア代表から外されていたこともあり、上位2クラブの試合という以上に通常のリーグ戦とは異なった関心が寄せられていた。

## 経過
選挙から1週間後の5月13日時点で新政府は成立しておらず、警察隊はセルビア人が過半数の旧体制のままだった。当日のスタンドは西側のメインスタンドに一般客、北側ゴール裏スタンドにBBBが、そこから漏れたBBBが東側バックスタンドに、南側にデリイェが陣取った。試合開始前に南側スタンドと東側スタンドでデリイェとBBBが衝突。北側スタンドを埋めたBBBがこれに反応し、警備の突破を試みる。その後、選手は練習を引き上げるが、一部のファンがグラウンドへ乱入し、機動隊と放水車が導入された。デリイェによって南側スタンドの広告看板は破壊された。更にBBBの投石に警察隊が応戦を始め、彼らに向けて計3発の催涙弾が撃ち込まれた。この騒ぎの最中にボバンは警察隊を相手に飛び蹴りを喰らわせている。
グラウンドは投げ込まれた発煙筒と催涙剤の煙で埋まり、試合は結局戦わずしてレッドスターが3対0で勝利ということになった。

## その後

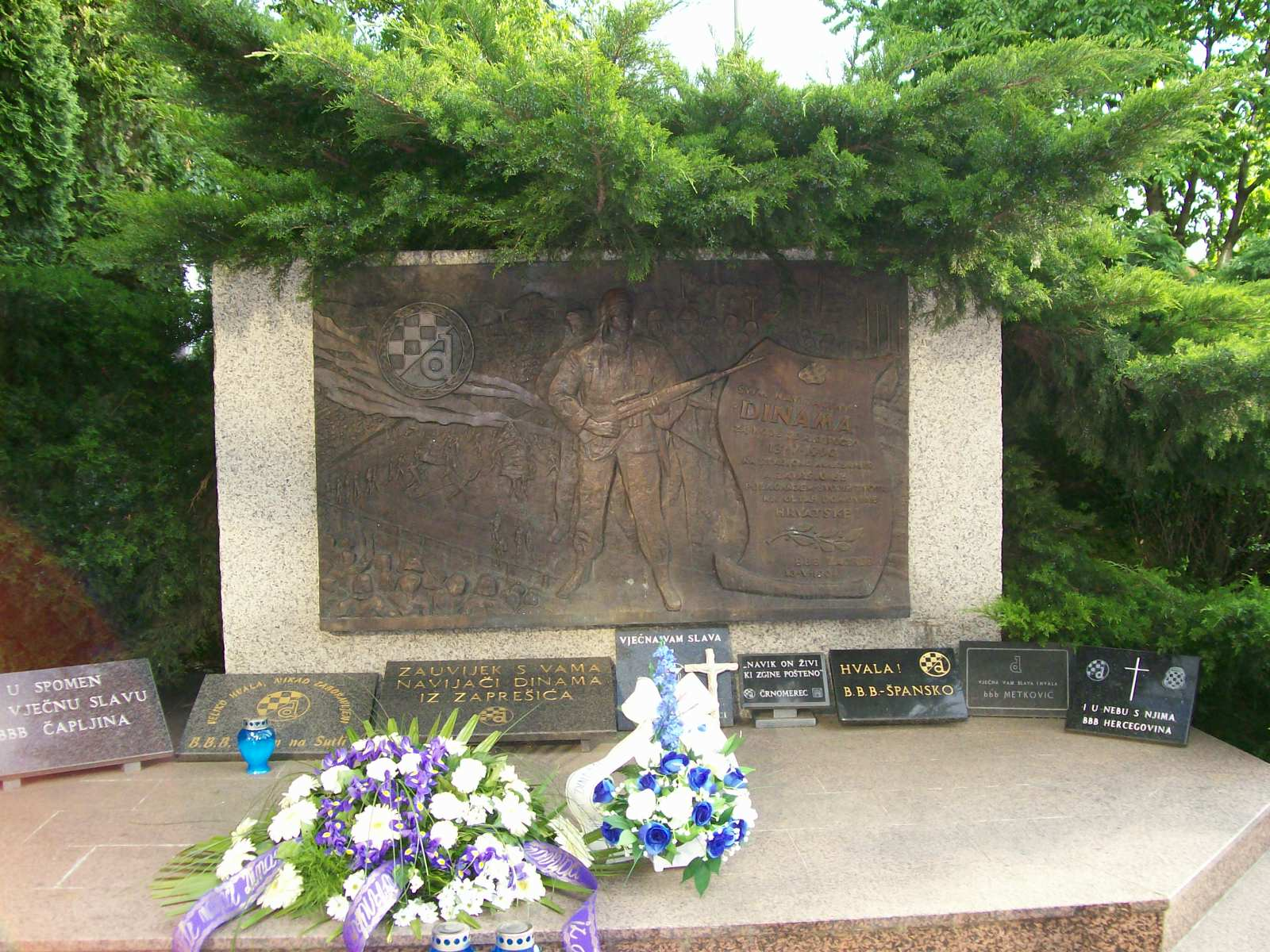
スタジアムに建てられた慰霊碑

試合中暴力行為を働いたボバンには9か月の出場禁止処分が下り、直後に控えたワールドカップの代表からも漏れることとなった。飛び蹴りについては後に「サポーターを守ろうとした伝説的なジャンプ」と美化され、ディナモの公式サイトに掲載されている。ボバンは欧州選手権予選から代表に復帰し、1991年5月13日のフェロー諸島代表戦では得点を記録するが、この試合がユーゴスラビア代表としての最後の試合となった。
暴動から2週間後、開幕が半月後に迫っていたワールドカップイタリア大会への出場が決まっていたユーゴスラビア代表は、オランダ代表を迎えての親善試合を同スタジアムで行なった。試合前のユーゴスラビア国歌斉唱時、クロアチア人が多く占めたスタンドからはブーイングが起こり、ユーゴスラビア国歌はかき消された。ワールドカップ終了後、ユーゴスラビア代表は欧州選手権の出場権を獲得したものの、FIFAおよびUEFAが国際連合安全保障理事会によるユーゴスラビアに対しての包括的制裁に同意したため、大会開幕10日前に出場権を剥奪された。これは代表チームがストックホルムの空港に到着した直後の出来事だった。
クロアチアでは独立の機運が高まり、1991年6月19日の独立を問う国民投票を経て、6月25日に独立を宣言。中央政府との独立戦争へと突入した。クロアチア人選手は代表から離脱し、ユーゴスラビアリーグに参加していたサッカークラブも1990-91シーズン終了後に脱退。新たに国内リーグ・プルヴァHNLを形成した。
2006年の同日には当地でディナモ対ハイドゥクの対戦があり、クラブは入場料収入を独立戦争における嵐作戦を指揮し、デン・ハーグで戦争犯罪の裁判を待つアンテ・ゴトヴィナに対して寄付すると発表。その額は94000ポンドに上った。スタジアムには紛争中に志願兵として出兵し、戦死した兵士の慰霊碑が建てられている。
なお、クロアチアの独立以降もBBBは民族対立に関係なく度々暴動を起こしている。民族の英雄であったはずのボバンは、2000年にイタリアで騒ぎを起こしたBBBに対し「BBBはフーリガン」と発言したことによりサポーターに距離を置かれるようになったという。